# IBeacon

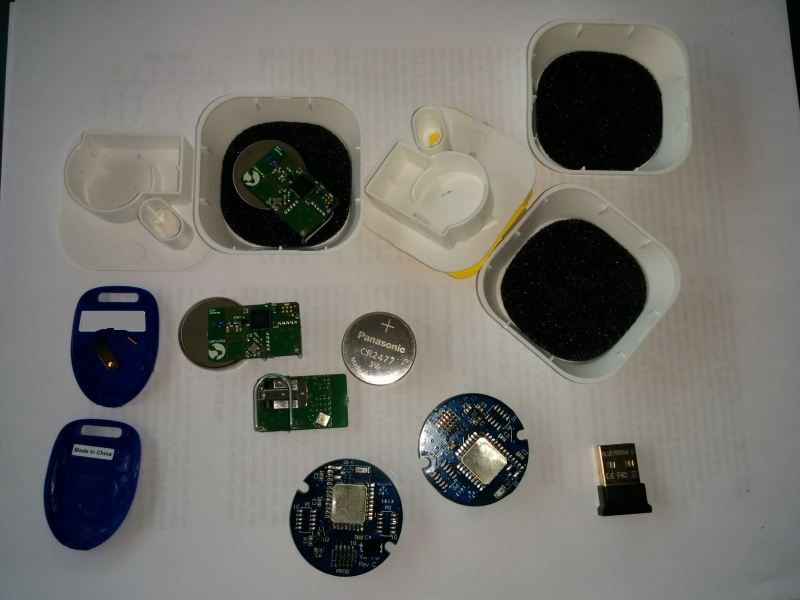
Асортимент iBeacons від різних виробників

iBeacon — технологія описана Apple, Inc. як «новий клас малопотужних, недорогих передавачів, які здатні повідомити навколишні iOS 7 та iOS 8 пристрої про свою присутність.» Технологія дозволяє смартфонам та іншим пристроям виконувати певні дії, у випадку коли останні знаходяться в безпосередній близькості до датчика iBeacon.